# Beppe Fenoglio

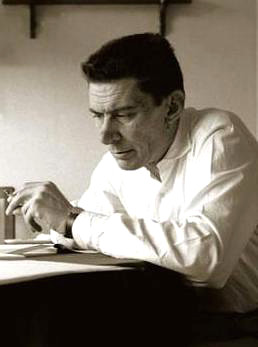
Beppe Fenoglio, Ende der 1950er-Jahre

Beppe Fenoglio (* 1. März 1922 in Alba; † 18. Februar 1963 in Turin; eigentlich Giuseppe Fenoglio) war ein italienischer Schriftsteller, der erst nach seinem Tod zu breiterer Anerkennung kam. Während er die Zeit als junger Partisan im Kampf gegen den Faschismus heil überstand, starb er mit 40 Jahren an Lungenkrebs. Als sein Hauptwerk und „bedeutendste literarische Bearbeitung der italienischen Resistenza“ gilt zumeist sein Roman Johnny der Partisan, der 1968 erschien. Neben dem bewaffneten antifaschistischen Widerstand und der damit verbundenen Verrohung (was nicht nur die beiderseits erbarmungslos vorgenommenen Hinrichtungen betrifft) ist Fenoglios Heimat Langhe, das bäuerlich geprägte Hügelland zwischen Turin und den Ligurischen Alpen, ein Hauptthema seiner Prosa.

## Leben und Werk
Der Sohn eines sozialistisch gestimmten Metzgers aus Alba konnte, obwohl er etwas stotterte, das dortige Gymnasium besuchen. Streckenweise arbeitete der Junge auf den Spargelfeldern. Er liebte die englische Sprache und übte sich auch schon früh als Übersetzer. Zu seinen Lehrern zählen Leonardo Cocito, der 1944 von den Deutschen erhängt wird, und Pietro Chiodi, Häftling in einem deutschen KZ. Von 1940 bis zum Antritt seines Militärdienstes 1943 studierte Fenoglio in Turin Literatur. 1944 schloss er sich verschiedenen Partisaneneinheiten an, die in der Langhe gegen die (einheimischen und deutschen) Faschisten kämpften. In diesem Rahmen war er auch an der kurzlebigen „freien“ Repubblica partigiana di Alba (10. Oktober bis 12. November 1944) beteiligt, die später zum Titelgeber seines ersten Buches avancierte.
Fenoglio überstand den Krieg unverwundet. Nach einer vorübergehenden Wiederaufnahme seines Literaturstudiums nahm er 1947 die Gelegenheit wahr, aufgrund seiner ausgezeichneten Englischkenntnisse als Auslandskorrespondent für ein Weingut in Alba zu arbeiten. Dieser Posten ließ ihm ausreichend Spielraum für eigene literarische Versuche, die ihn zu einer kargen, allerdings selbst „in dramatischen Momenten kunstvollen“ Sprache führten, die Peter Henning an Camus erinnerte. Michael Schweizer nannte sie – keineswegs abfällig –„altmodisch“. Sein Debüt gibt Fenoglio 1949 mit dem Erzählungsband Die 23 Tage der Stadt Alba. Die Erzählung Das Unglück, in der die Härte des Bauerndaseins im Mittelpunkt steht, folgte 1954. Die Veröffentlichung diverser Romanmanuskripte scheiterte zumeist an manchen Widrigkeiten. Dafür kam Fenoglio mit Übersetzungen zum Zug, etwa von Coleridges Ballade vom alten Seemann.
Für Italo Calvino gelang dem seit Jahren an Asthma leidenden Fenoglio mit dem 1963 posthum erschienenen (unvollendeten) Roman Eine Privatsache der Widerstandsroman, „den alle jungen Schriftsteller der Nachkriegsjahre schreiben wollten, von dem sie träumten, so daß ihre Bemühungen in Fenoglio ihre späte Erfüllung und Krönung erfahren haben“.
1960 erhielt Fenoglio für den einzigen zu seinen Lebzeiten veröffentlichten Roman, Primavera di Bellezza, den Prato-Preis. Im selben Jahr verheiratete er sich mit Luciana Bombardi, die bald darauf Tochter Margherita zur Welt brachte. 1962 wurde bei ihrem Mann, nach verstärkten asthmatischen Anfällen, Tuberkulose diagnostiziert, wenig später jedoch Lungenkrebs, woran er 1963 starb.
2005 erklärte ihn die Universität Turin zu ihrem Ehrendoktor.
Am 8. Oktober 2014 wurde der Asteroid (7935) Beppefenoglio nach ihm benannt.

## Werke
- I ventitré giorni della città di Alba (Die 23 Tage der Stadt Alba), Erzählungen, Turin 1952
- La malora (Das Unglück), Erzählung, Turin 1954
- Primavera di bellezza (ursprünglich auf Englisch verfasst: Spring Beauty), Roman, Turin 1959

posthum erschienen
- Un giorno di fuoco, Turin 1963
- Una questione privata, unvollendeter Roman, Turin 1963, deutsch Eine Privatsache, Zürich 1968[4]
  - Neuauflage mit einem Nachwort von Francesca Melandri: Verlag Klaus Wagenbach, Berlin 2021, ISBN 978-3-8031-3339-7. Dazu auch ein Interview von Ambros Waibel mit Francesca Melandri.[6]
- Il partigiano Johnny (Der Partisan Johnny), Roman, Turin 1968
- La paga del sabato, Turin 1969, deutsch Eine feine Methode, Zürich 1971[7]
- Un Fenoglio alla prima guerra mondiale, Turin 1973
- La voce nella tempesta, 1974
- L’affare dell’anima e altri racconti, Turin 1980
- La sposa bambina, tratto dalla raccolta „Un giorno di fuoco“, Turin 1988
- L’imboscata, Turin 1992
- Appunti partigiani 1944–1945, Turin 1994
- Das Geschäft mit der Seele, Erzählungen, Berlin 1997
- Quaderno di traduzioni, Turin 2000
- Lettere 1940–1962 (Briefe), Turin 2002
- Una crociera agli antipodi e altri racconti fantastici, Turin 2003
- Epigrammi, Turin 2005
- Tutti i racconti, Turin 2007

## Verfilmungen
- Ein Traum von Liebe und Tod (Una questione privata), Regie: Alberto Negrin, 1991
- Il partigiano Johnny. Regie: Guido Chiesa, 2000
- Una questione privata, Regie: Paolo Taviani und Vittorio Taviani, 2017